# Soliva anthemidifolia
Soliva anthemidifolia là một loài thực vật có hoa trong họ Cúc. Loài này được (Juss.) Sweet miêu tả khoa học đầu tiên.